# Ischyrocerus oahu
Ischyrocerus oahu är en kräftdjursart som beskrevs av J. L. Barnard 1970. Ischyrocerus oahu ingår i släktet Ischyrocerus och familjen Ischyroceridae. Inga underarter finns listade i Catalogue of Life.